# Zwierzyniec (městská část)
Městská část VII Zwierzyniec, česky Zvěřinec, je jedna z městských částí města Krakov v Malopolském vojvodství v Polsku. K 31. prosinci 2007 zde žilo 20 173 obyvatel. Rozloha městské části činí 2 843 ha .

## Členění městské části
Na katastrálním území městské části VII Zwierzyniec se nacházejí tyto čtvrti (někdejší vesnice):
- Bielany,
- Chełm,
- Olszanica
- Półwsie Zwierzynieckie,
- Przegorzały,
- Salwator,
- Wola Justowska,
- Zakamycze,
- Zwierzyniec,

a také jedna centrální přírodní oblast čtvrti nazvaná Las Wolski s četnými turistickými a cyklistickými trasami, přírodními památkami a Zoo Krakov.

## Galerie

Dzielnica VII Zwierzyniec
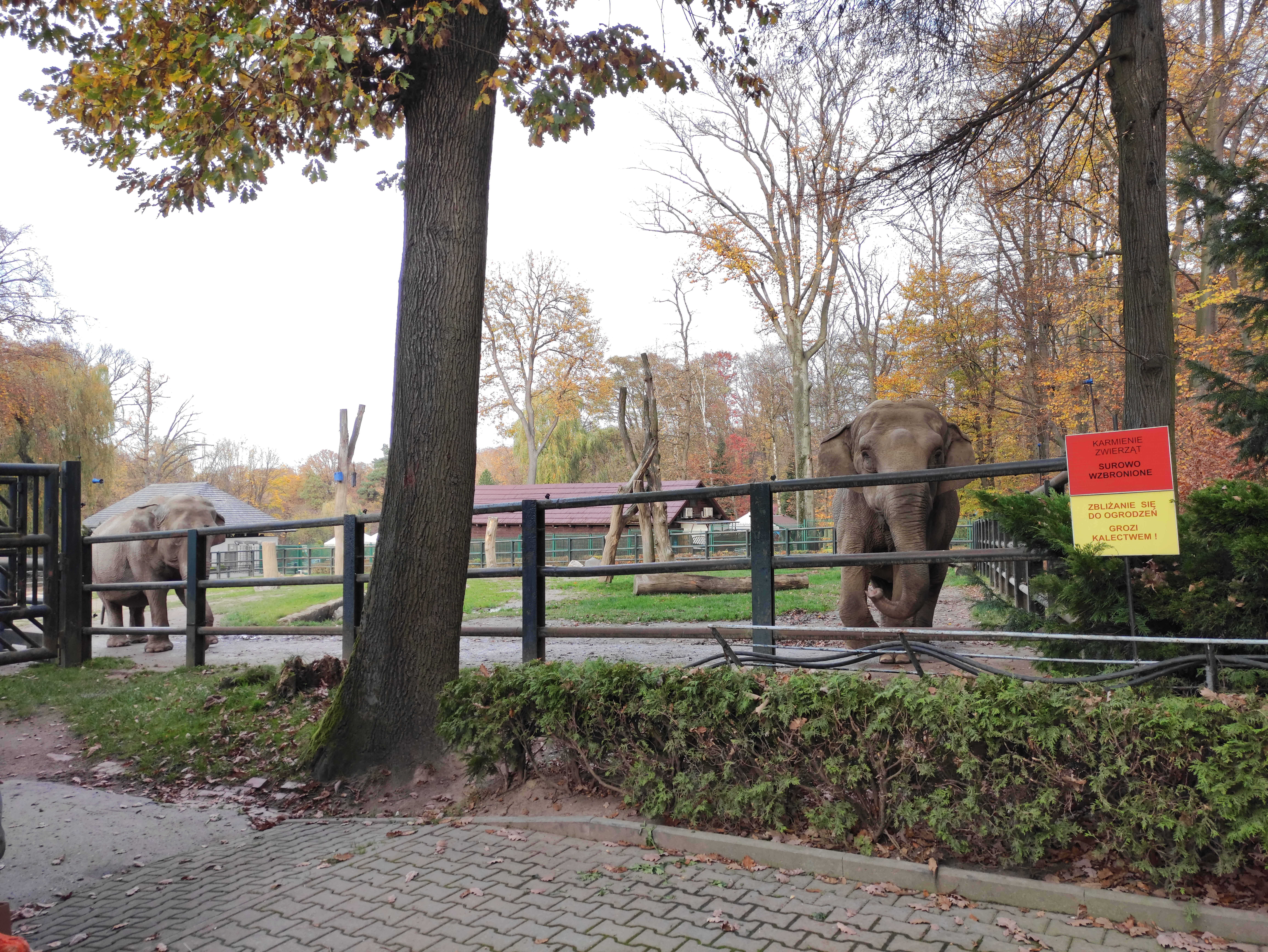
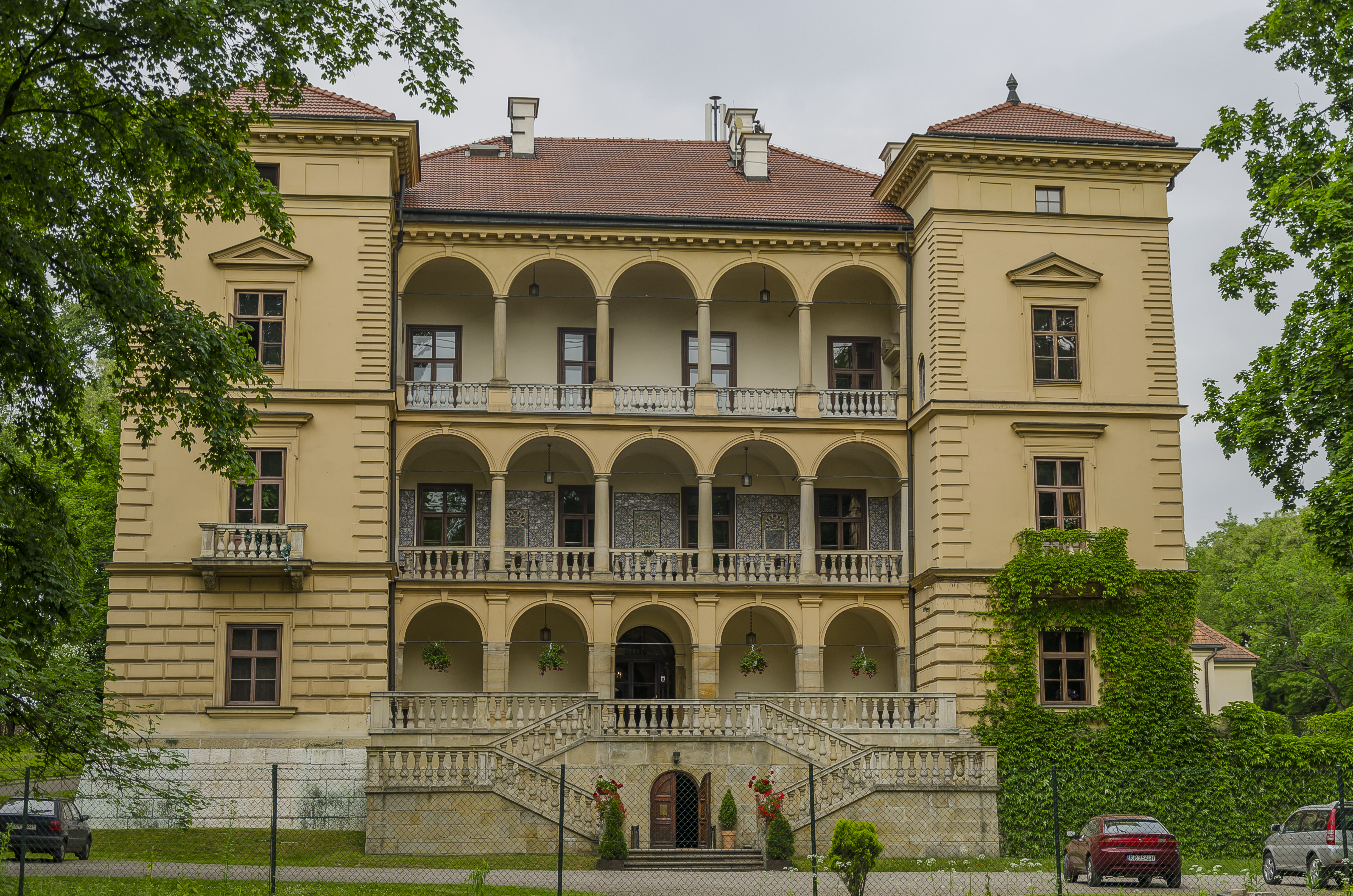